# Кристиан I Саксен-Мерзебургский
Кристиан I Саксен-Мерзебургский (нем. Christian I. von Sachsen-Merseburg; 27 октября 1615, Дрезден — 18 октября 1691, Мерзебург) — герцог Саксен-Мерзебургский c 1656 года.

## Биография
Кристиан был шестым ребёнком (третьим из выживших) саксонского курфюрста Иоганна Георга I и его второй жены Магдалены Сибиллы Прусской. Будучи младшим сыном, он имел мало шансов на наследование курфюршества; вместо этого он в 1650 году был поставлен отцом управлять землями бывшего Мерзебургского епископства, конфискованного во время Реформации.
В своём завещании, составленном 20 июля 1652 года, Иоганн Георг указал, что после его смерти трое его младших сыновей должны получить секундогенитурные владения. 30 сентября 1653 года Кристиан отбыл с женой и детьми в Мерзебург, и образовал там собственный двор, который вскоре достиг численности в 150 человек. В 1655 году он вступил в Плодоносное общество.
8 октября 1656 года курфюрст Иоганн Георг I скончался. Похороны состоялись 27 января 1657 года, и 22 апреля 1657 года Кристиан вступил в формальное управление своими землями — по завещанию он получил города Мерзебург, Бад-Лаухштедт, Шкойдиц, Лютцен и Цвенкау с их замками, половину городов Брена и Цёрбиг, а также маркграфство Нидерлаузиц (с городами и замками Люббен, Доберлуг, Финстервальде, Губен, Луккау, Калау и Шпремберг). Так образовалось герцогство Саксен-Мерзебург.
Когда 9 января 1668 года пресёкся род Биберштайн, Кристиан стал сюзереном Форста со всеми его замками и деревнями, включая Дёберн в курфюршестве Саксония, что привело к спору с его братом, курфюрстом Саксонии Иоганном Георгом II. 11 августа был произведён раздел новых территорий: курфюршеству были возвращены города Делич и Биттерфельд (полученный Кристианом в 1660 году), а также Цёрбиг (который вернулся к Кристиану в 1681 году).
Будучи недовольным решением отца, Иоганн Георг II опасался, что раздел земель по завещанию приведёт в итоге к распаду курфюршества. После переговоров 22 апреля 1657 года в Дрездене был заключён «дружественный братский пакт», а в 1663 году — дополнительный договор. В этих документах описывались выделяемые каждому из сыновей территории и суверенные права; главы побочных линий признавали сюзеренитет курфюрста. Однако когда в 1680 году новым курфюрстом стал Иоганн Георг III, то он попытался вернуть земли, аннулировав апанажи дядей и двоюродных братьев. Оставшуюся жизнь Кристиан прожил под угрозой открытого конфликта с племянником-курфюрстом.

## Семья и дети
19 ноября 1650 года Кристиан женился в Дрездене на Кристиане Шлезвиг-Гольштейн-Зондербург-Глюксбургской, дочери Филиппа Шлезвиг-Гольштейн-Зондербург-Глюксбургского. У них было 11 детей:
- Магдалена София (1651—1675)
- Иоганн Георг (1652—1654)
- Кристиан II (1653—1694), унаследовал герцогство
- Август (1655—1715), получил Цёрбиг
- мертворождённый сын (1656)
- Филипп (1657—1690), получил Лаухштедт
- Кристиана (1659—1679), вышла замуж за Кристиана Саксен-Эйзенбергского
- София Гедвига (1660—1686), вышла замуж за Иоганна Эрнста Саксен-Кобург-Заальфельдского
- Генрих (1661—1738), женат на Елизавете Мекленбург-Гюстровской, получил Шпремберг, а впоследствии унаследовал всё герцогство
- Мориц (1662—1664)
- Сибилла Мария (1667—1693), вышла замуж за Кристиана Ульриха I Вюртемберг-Эльсского